# Ból owulacyjny
Ból owulacyjny (niem. Mittelschmerz) – ból odczuwany w podbrzuszu przez część kobiet podczas owulacji. W czasie owulacji następuje pęknięcie pęcherzyka Graafa w jajniku. Z tego powodu może dojść do niewielkiego krwawienia (jak przy każdym innym przerwaniu ciągłości tkanki). Krew gromadząca się i krzepnąca w jamie otrzewnej może drażnić jej ścianki i powodować ból.
Ból owulacyjny trwa zazwyczaj od kilku minut do kilkunastu godzin, chociaż czasami może trwać nawet 2–3 dni. Jego intensywność jest sprawą indywidualną. Gdy moment jajeczkowania przypadnie na czas snu, kobiety skarżące się zwykle na dużą dotkliwość bólu owulacyjnego, nie obywające się wtedy bez środków przeciwbólowych, mogą go w ogóle nie odczuć.